# سیمفونیک راک
سیمفونیک راک یک زیرسبک از پراگرسیو راک است. از زمانی که پراگرسیو راک به وجود آمد این زیرسبک به گروه‌هایی که موسیقی آن‌ها بیشتر تحت تاثیر موسیقی کلاسیک بود اطلاق می‌شد و این موضوع باعث می‌شد این‌گونه گروه‌ها، از سایر گروه‌هایی که بیشتر به سمت سایکدلیک راک یا اکسپریمنتال راک تمایل داشتند، متمایز شوند.
سیمفونیک راک می‌تواند به عنوان ترکیبی از پراگرسیو راک و موسیقی کلاسیک شرح داده شود. بعضی از گروه‌های فعال در این سبک سعی دارند تا قطعات مشهور موسیقی کلاسیک را با چاشنی راک ترکیب کرده و موسیقی جدیدی به وجود آورند در حالی که برخی دیگر قطعاتی کاملاً کلاسیک می‌سرایادند. علاوه بر آن گروه‌های فعال در این سبک بعضاً از سازهای مربوط به موسیقی کلاسیک استفاده یا یک ارکستر سمفونی را با خود همراه می‌کنند. استفاده از سازهایی مانند سینث‌سایزر و میلوترون برای شبیه سازی فضای موسیقی کلاسیک در این سبک بسیار معمول است.
زمانی که این واژه در نقدها به کار می‌رود، بسیاری از گروه‌های راک یا پاپی که صرفاً از المان‌های موسیقی کلاسیک استفاده می‌کنند، سیمفونیک محسوب نمی‌شوند که البته برخی نیز سعی دارند با به کار بردن این نام فروش موسیقی خود را افزایش دهند. همچنین استفاده از ارکستر سمفونی هم لزوماً نشانه بر فعالیت گروه یا شخص خاصی در این سبک نیست. در واقع سیمفونیک راک تنها به گروه‌هایی اطلاق می‌گردد که در چهارچوب سبک پراگرسیو راک فعالیت کرده و ویژگی‌های موسیقی کلاسیک را با آن مخلوط می‌کنند.
از گروه‌های نامدار این سبک می‌توان به د نایس، مودی بلوز، رنسانس، یس، کمل، ریک ویکمن و الکتریک لایت ارکسترا اشاره کرد. همچنین بسیاری از کارهای گروه‌هایی مانند ویثین تمپتیشن، کینگ کریمسون، جنسیس، جنتل جاینت، فوکوس، و پینک فلوید در این زیرسبک طبقه بندی می‌شوند. سیمفونیک راک در ایتالیا با گروه‌هایی مانند پرمیاتا فورنریا مارکونی و له اورمه، که تحت تاثیر همتایان بریتانیایی خود بودند، نفوذ پیدا کرد و تعداد زیادی از گروه‌های کراوت‌راک و پراگرسیو راک آمریکای شمالی مانند راش و کنزس بارها از ویژگی‌های این سبک بهره بردند.